# Conjunt de cases Maria del Carme Sala
El conjunt de cases Maria del Carme Sala és un conjunt de deu edificis de Matadepera (Vallès Occidental) protegits com a Bé Cultural d'Interès Local.

## Descripció
Promoció unitària de 10 habitatges aparellats. Són cases bessones amb la mitgera comuna que fa d'eix de simetria i organitza la composició volumètrica. Són edificis senzills amb coberta de teula àrab i envoltats de jardí. Els garatges en un cos independent, també estan aparellats, es troben al fons de la parcel·la.